# اشانوسور
اشانوسور (نام علمی: Eshanosaurus) نام یک سرده از راسته خزنده‌کفلان است.